# Nogales (Arizona)
Nogales is een plaats (city) in de Amerikaanse staat Arizona, het ligt aan de Mexicaanse grens en valt bestuurlijk gezien onder Santa Cruz County. Aan de andere kant van de grens ligt de Mexicaanse gelijknamige stad.

## Demografie
Bij de volkstelling in 2000 werd het aantal inwoners vastgesteld op 20.878. In 2006 is het aantal inwoners door het United States Census Bureau geschat op 20.768, een daling van 110 (-0,5%).

## Geografie
Volgens het United States Census Bureau beslaat de plaats een oppervlakte van
54,0 km², geheel bestaande uit land. Nogales ligt op ongeveer 1168 m boven zeeniveau.

## Geboren
- Charles Mingus (1922-1979), jazzmusicant

## Plaatsen in de nabije omgeving
De onderstaande figuur toont nabijgelegen plaatsen in een straal van 32 km rond Nogales.